# Équipe d'Union soviétique de rugby à XV
L'équipe d'Union soviétique de rugby à XV était l'équipe nationale de rugby à XV de l'Union soviétique. Elle disparut à la chute de cette dernière en décembre 1991.

## Histoire

### Premiers pas du rugby en URSS
Bien que des tournois tels que la Coupe soviétique et un Championnat soviétique aient existé, le rugby n'est jamais devenu un sport majeur en URSS. Le rugby à XV était néanmoins plus populaire que le rugby à XIII qui a été importé plus tardivement, eut une certaine popularité, mais fut affecté par des difficultés financières à partir de la période de la Perestroïka.
Le rugby a fait son apparition dans l'Empire russe dès 1908 ; cependant, le premier match officiel, joué à Moscou, ne s'est tenu qu'en 1923. En raison de la Révolution russe, un certain nombre de joueurs russes ont émigré et jouaient dans des clubs étrangers. Un exemple notable était celui du Prince Alexander Obolenskyqui a joué pour Oxford et l'Angleterre pendant les années 1930 (il marqua de deux essais pour l'Angleterre lors de la victoire contre la Nouvelle-Zélande en janvier 1936). Son appartenance à la noblesse russe avait contraint sa famille à l'exil au Royaume-Uni alors qu'il avait un an.
En 1934, le championnat de Moscou est lancé, suivi du premier championnat soviétique en 1936.
En 1949, le rugby est interdit dans l'ensemble de l'URSS lors de la "lutte contre le Cosmopolite sans racine". Les matches reprirent en 1957, et le championnat soviétique en 1966.

### Activité sur la scène internationale
En 1974, l'équipe nationale soviétique joue sa première rencontre contre la Roumanie, un autre pays du bloc de l'Est.
Pendant les années 1970 et 1980, l'équipe soviétique commence à améliorer ses performances, en participant régulièrement au Tournoi européen FIRA en terminant deuxième ou troisième, derrière la France et la Roumanie. Malheureusement, l'équipe n'a jamais fait partie du Tier 1, ce qui lui aurait donné l'occasion de jouer plus de test matches.
Les organisateurs de la Coupe du monde 1987 ont l'intention d'inviter l'URSS. Cependant, avant que l'invitation soit lancée, l'URSS refuse pour des raisons politiques, de participer à toute compétition de l'IRB tant que l'Afrique du Sud resterait membre[réf. nécessaire]. Le premier tournoi aurait été possible par invitation plutôt que par une qualification, même si des succès réguliers contre des équipes telles que l'Italie et la Roumanie auraient permis à l'URSS de ne pas être relégué à un statut de figurant.
L'équipe soviétique n'a pas participé aux qualifications pour la Coupe du monde de rugby à XV 1991. Ils ont joué leur dernier match contre l'Espagne dans le tournoi de FIRA en novembre 1991, peu avant la disparition de l'Union. Le successeur de l'URSS est brièvement l'Équipe de la CEI de rugby à XV, après quoi les anciens États constitutifs forment leurs propres équipes nationales.

### Héritage de l'équipe soviétique
L'URSS comprend tout un ensemble de républiques qui ont par la suite donné de nombreux pays différents, ayant pour plusieurs des équipes actuellement sur la scène internationale. Si des équipes comme celle de la Géorgie ont au XXIe siècle repris le plus dignement le flambeau de l'équipe soviétique, au vu de la domination politique de la Russie dans l'URSS et de la domination des clubs russes dans le championnat et la Coupe soviétique (en) – les clubs géorgiens ne sont arrivés sur le devant de la scène qu'à la fin des années 1980 – cette équipe de l'URSS peut se considérer en premier lieu comme une équipe de Russie.
Cela est d'autant plus vrai dans les dernières années de l'équipe d'URSS, la Géorgie faisant partie des premiers pays à quitter le navire soviétique. Ainsi dès septembre 1989, l'équipe de Géorgie joue ses matches indépendamment, faisant de l'équipe soviétique puis de celle de la CEI une équipe majoritairement russe à partir de 1989-1990. 
Le  championnat soviétique n'est de fait dominé par la Géorgie qu'entre 1986 et 1989, avec l'avènement du RC Aia. Domination qui est d'ailleurs aussi accompagnée d'une percée du rugby kazak (en), le club d'Alma-Ata finissant notamment deuxième du championnat en 1991 et finaliste de la Coupe en 1990, déjà gagnée en 1988. 
A noter que dans les années 1970 et 1980, des clubs ukrainiens avaient aussi une place de choix dans le rugby soviétique, figurant à neuf reprises dans le Top 3 du championnat de l'URSS, le gagnant une fois en 1978, et remportant la Coupe soviétique trois années.

## Parcours en Trophée européen
- 1976-1977 : 8e place (2e de la Division B)
- 1977-1978 : 7e place (1er de la Division B)
- 1978-1979 : 3e place
- 1979-1980 : 4e place
- 1980-1981 : 4e place
- 1981-1982 : 4e place
- 1982-1983 : 3e place
- 1983-1984 : 4e place
- 1984-1985 : Vice-champion
- 1985-1987 : Vice-champion
- 1987-1989 : Vice-champion
- 1989-1990 : Vice-champion
- 1990-1992 : 4e place

## Joueurs emblématiques
- Boris Gavrilov
- Alexander Grigoryants
- Irakli Kiziriya

## Équipes héritières
Depuis la dislocation de l'Union Soviétique, les sélections suivantes voient le jour :
Initialement, l'équipe est reformée en 1992 en tant qu'Équipe de la Communauté des États indépendants de rugby à XV, mais n'a joué que quatre matches.
L'équipe qui succède le mieux à celle de l'URSS est celle de Géorgie qui depuis  2003 se qualifie pour les phases finales de la Coupe du monde. La Fédération géorgienne est fondée en 1964, mais le premier match de la Géorgie (alors République socialiste soviétique de Géorgie) a lieu en 1989.
La Russie se qualifie pour la Coupe du monde de 2011 se déroulant en Nouvelle-Zélande et participe pour la première fois à une phase finale et une seconde fois en 2019, prenant la place de la Roumanie sur tapis vert. 

### Championnat européen des nations
Les équipes suivantes participent au Championnat européen des nations de rugby à XV :
- Biélorussie
- Estonie
- Géorgie
- Lettonie
- Lituanie
- Moldavie
- Russie
- Ukraine

### Championnat d'Asie
Les équipes suivantes participent au Championnat d'Asie de rugby à XV :
- Kazakhstan
- Ouzbékistan
- Kirghizistan

### Autres
- Arménie
- Azerbaïdjan